# Coupe de Suisse de football 2017-2018
Navigation
Édition précédente Édition suivante
La 93e Coupe de Suisse a commencé le 12 août 2017 et se termine le 27 mai 2018. Elle voit la victoire en finale, à Berne, du FC Zurich sur les BSC Young Boys 2-1.

## La formule
64 équipes participent au 1er tour de la Coupe de Suisse. Les dix clubs de la Super League ainsi que les neuf clubs de la Challenge League sont qualifiés d'office pour la Coupe de Suisse. Le FC Vaduz, actif en Challenge League, n'est pas autorisé à jouer, car il participe déjà aux matches de la Coupe du Liechtenstein de football. Ces 19 clubs sont rejoints par 44 clubs qui proviennent de la Première Ligue (Promotion League & 1re Ligue) ainsi que de la Ligue Amateur et de clubs des associations régionales. Ces derniers doivent se qualifier dans des éliminatoires qui sont disputés au niveau régional. Le vainqueur du Suva Fairplay Trophy est qualifié d'office pour le 1er tour. Les matches de la compétition se jouent à élimination directe.
- 1er tour (1/32 de finale) : les clubs de Super League et de Challenge League sont déterminés et ne se rencontrent pas directement. Les équipes de ligues inférieures ont l'avantage du terrain.

- 2e tour (1/16 de finale) : les équipes de Super League sont déterminées et ne se rencontrent pas directement. Les équipes de ligues inférieures ont l'avantage du terrain.

- 3e tour (1/8 de finale) : il n'y a plus d'équipes déterminées. Les équipes de ligues inférieures ont l'avantage du terrain.

- Dès le 4e tour (1/4 de finale) : il n'y a plus d'équipes déterminées, les premières équipes tirées ont l'avantage du terrain.

## Clubs participants
| Super League (10 clubs) | Challenge League (9 clubs) | Promotion League (9 clubs) | 1re ligue (9 clubs) | 2e ligue interrégionale (14 clubs) | Ligues inférieures (13 clubs) |
| --- | --- | --- | --- | --- | --- |
| - FC BâleTT - GC Zurich - FC Lausanne-Sport - FC Lucerne - FC Lugano - FC Sion - FC Saint-Gall - FC Thoune - BSC Young Boys - FC Zurich | - FC Aarau - FC Chiasso - Neuchâtel Xamax FCS - FC Rapperswil-Jona - FC Schaffhouse - Servette FC - FC Wil 1900 - FC Winterthour - FC Wohlen | - FC Bavois - FC Breitenrain - SC Brühl Saint-Gall - FC Köniz - SC Kriens - FC Stade Lausanne Ouchy - FC Stade Nyonnais - BSC Old Boys - SC YF Juventus | - FC Baden - FC Bassecourt - SR Delémont - SC Guin - FC Echallens - FC Kosova - FC Münsingen - FC Schötz - FC Wettswil-Bonstetten | - FC Altdorf - FC Biel-Bienne - FC Bulle - FC Chippis - CS Interstar - FC Hergiswil - FC Kreuzlingen - FC Linth 04 - FC Locarno - NK Pajde - FC Stade-Payerne - CS Romontois - FC Rüti - AC Taverne | 2e Ligue' - FC Arbon 05 - FC Concordia Bâle - FC Bassersdorf - FC Bellach - FC Wyler - FC Gambarogno-Contone - FC Béroche-Gorgier - FC Gränichen - ES FC Malley LS - FC Vernier - FC Wängi 3e ligue - FC Hausen am Albis 5e ligue - US Montfaucon |

TT = Tenant du titre

## Résultats

### Premier tour
Le record de la plus large victoire dans la compétition est battu le 12 août 2017 quand Neuchâtel Xamax FCS, alors en Challenge League, étrille l'US Montfaucon 21-0. Champion national du fair-play la saison précédente en championnat de Suisse, le petit club du Jura entre alors directement dans le tableau principal de la présente édition de la Coupe et est alors pensionnaire de 5e ligue, soit sept divisions au-dessous des Neuchâtelois. Le précédent record datait de 1947, quand le FC Granges étrillait le FC Tavannes 18-0. C'est d'ailleurs la première fois de l'histoire de la compétition qu'un club de 5e ligue entrait dans le tableau principal.
| Équipe 1                     | Résultat        | Équipe 2                |
| ---------------------------- | --------------- | ----------------------- |
| 12 août 2017                 |                 |                         |
| FC Union-Sportive Montfaucon | 0 - 21          | Neuchâtel Xamax FCS     |
| FC Bassersdorf               | 2 - 1 ap        | AC Taverne              |
| FC Stade-Payerne             | 1 - 2           | FC Thoune               |
| SC Brühl Saint-Gall          | 0 - 1 ap        | FC Chiasso              |
| FC Biel-Bienne               | 3 - 1           | FC Bavois               |
| FC Linth 04                  | 4 - 0           | FC Wohlen               |
| FC Breitenrain               | 0 - 3           | BSC Young Boys          |
| FC Altdorf                   | 0 - 6           | Servette FC             |
| FC Vernier                   | 0 - 3           | FC Stade Nyonnais       |
| SC Kriens                    | 0 - 1           | FC Lucerne              |
| FC Arbon 05                  | 0 - 7           | FC Wil                  |
| FC Concordia Bâle            | 2 - 7           | BSC Old Boys            |
| FC Wängi                     | 0 - 1           | SR Delémont             |
| FC Hausen am Albis           | 1 - 5           | FC Hergiswil            |
| ES FC Malley LS              | 0 - 14          | FC Stade Lausanne Ouchy |
| FC Bellach                   | 0 - 4           | FC Köniz                |
| FC Bassecourt                | 0 - 6           | FC Lugano               |
| CS Interstar                 | 2 - 2 4 - 5 tab | FC Schötz               |
| NK Pajde                     | 1 - 3           | FC Lausanne-Sport       |
| 13 août 2017                 |                 |                         |
| FC Gränichen                 | 1 - 9           | FC Sion                 |
| FC Wettswil-Bonstetten       | 0 - 2           | FC BâleTT               |
| FC Kreuzlingen               | 3 - 4           | FC Rapperswil-Jona      |
| FC Münsingen                 | 5 - 1           | SC Guin                 |
| FC Chippis                   | 0 - 10          | FC Zurich               |
| FC Rüti                      | 0 - 5           | FC Schaffhouse          |
| CS Romontois                 | 0 - 10          | Grasshopper             |
| FC Béroche-Gorgier           | 1 - 4 ap        | FC Kosova               |
| FC Bulle                     | 1 - 2 ap        | SC YF Juventus          |
| FC Wyler                     | 2 - 2 6 - 7 tab | FC Locarno              |
| FC Echallens                 | 2 - 1           | FC Aarau                |
| FC Baden                     | 3 - 8           | FC Saint-Gall           |
| FC Gambarogno-Contone        | 1 - 6           | FC Winterthour          |

TT = Tenant du titre

### Seizièmes de finale
| Équipe 1                | Résultat        | Équipe 2            |
| ----------------------- | --------------- | ------------------- |
| 15 septembre 2017       |                 |                     |
| FC Hergiswil            | 1 - 3           | FC Schötz           |
| 16 septembre 2017       |                 |                     |
| FC Bassersdorf          | 0 - 3           | FC Zurich           |
| FC Stade Lausanne Ouchy | 2 - 1 ap        | FC Sion             |
| SC YF Juventus          | 1 - 3           | FC Lausanne-Sport   |
| FC Münsingen            | 1 - 0           | FC Schaffhouse      |
| FC Kosova               | 1 - 3           | FC Rapperswil-Jona  |
| Servette FC             | 0 - 1           | FC Lucerne          |
| FC Locarno              | 1 - 4           | FC Stade Nyonnais   |
| 17 septembre 2017       |                 |                     |
| SR Delémont             | 4 - 2           | FC Winterthour      |
| FC Linth 04             | 1 - 1 3 - 4 tab | FC Saint-Gall       |
| FC Köniz                | 0 - 1           | FC Lugano           |
| BSC Old Boys            | 0 - 4           | BSC Young Boys      |
| FC Wil                  | 0 - 3           | FC Thoune           |
| FC Biel-Bienne          | 0 - 5           | Grasshopper         |
| FC Echallens            | 3 - 2 ap        | Neuchâtel Xamax FCS |
| FC Chiasso              | 0 - 1           | FC BâleTT           |

TT = Tenant du titre

### Huitièmes de finale
| Équipe 1                | Résultat | Équipe 2       |
| ----------------------- | -------- | -------------- |
| 24 octobre 2017         |          |                |
| FC Stade Lausanne Ouchy | 1 - 4    | FC Zurich      |
| 25 octobre 2017         |          |                |
| FC Lausanne-Sport       | 0 - 1    | Grasshopper    |
| FC Münsingen            | 0 - 3    | BSC Young Boys |
| FC Rapperswil-Jona      | 1 - 2    | FC BâleTT      |
| FC Stade Nyonnais       | 1 - 3    | FC Thoune      |
| 26 octobre 2017         |          |                |
| FC Schötz               | 2 - 3 ap | FC Lugano      |
| FC Echallens            | 2 - 3    | FC Lucerne     |
| SR Delémont             | 1 - 2    | FC Saint-Gall  |

TT = Tenant du titre

### Quarts de finale
| 29 novembre 2017 | FC BâleTT    | 2 - 1   | FC Lucerne  |                                                                         |                                                                         |
|                  | Lang 14e 52e | (1 - 1) | 22e Schürpf | Parc Saint-Jacques, Bâle Spectateurs : 7 715 Arbitrage : Sandro Schärer | Parc Saint-Jacques, Bâle Spectateurs : 7 715 Arbitrage : Sandro Schärer |
|                  | Rapport      |         |             | Parc Saint-Jacques, Bâle Spectateurs : 7 715 Arbitrage : Sandro Schärer | Parc Saint-Jacques, Bâle Spectateurs : 7 715 Arbitrage : Sandro Schärer |

|  | FC Zurich                                 | 4 - 3   | FC Thoune                |                                                                           |                                                                           |
|  | Koné 51e · Frey 85e 90+3e · Thelander 90e | (0 - 2) | 9e Sorgić · 24e 77e Rapp | Stade du Letzigrund, Zurich Spectateurs : 4 663 Arbitrage : Nikolaj Hänni | Stade du Letzigrund, Zurich Spectateurs : 4 663 Arbitrage : Nikolaj Hänni |
|  | Rapport                                   |         |                          | Stade du Letzigrund, Zurich Spectateurs : 4 663 Arbitrage : Nikolaj Hänni | Stade du Letzigrund, Zurich Spectateurs : 4 663 Arbitrage : Nikolaj Hänni |

| 30 novembre 2017 | FC Lugano                              | 0 - 0 1 - 3 t. a. b. | Grasshopper                            |                                                               |                                                               |
|                  | Sabbatini · Mariani · Čulina · Ledesma |                      | Bašić · Vilotić · Andersen · Bergström | Cornaredo, Lugano Spectateurs : 1 590 Arbitrage : Alain Bieri | Cornaredo, Lugano Spectateurs : 1 590 Arbitrage : Alain Bieri |
|                  | Rapport                                |                      |                                        | Cornaredo, Lugano Spectateurs : 1 590 Arbitrage : Alain Bieri | Cornaredo, Lugano Spectateurs : 1 590 Arbitrage : Alain Bieri |
|                  | Tirs au but 1 - 3                      |                      |                                        | Cornaredo, Lugano Spectateurs : 1 590 Arbitrage : Alain Bieri | Cornaredo, Lugano Spectateurs : 1 590 Arbitrage : Alain Bieri |

|  | BSC Young Boys | 2 - 1   | FC Saint-Gall |                                                                         |                                                                         |
|  | Assalé 13e 64e | (1 - 0) | 85e Haggui    | Stade de Suisse, Berne Spectateurs : 7 521 Arbitrage : Stephan Klossner | Stade de Suisse, Berne Spectateurs : 7 521 Arbitrage : Stephan Klossner |
|  | Rapport        |         |               | Stade de Suisse, Berne Spectateurs : 7 521 Arbitrage : Stephan Klossner | Stade de Suisse, Berne Spectateurs : 7 521 Arbitrage : Stephan Klossner |

### Demi-finales
| 27 février 2018 | BSC Young Boys                      | 2 - 0   | FC BâleTT |                                                                          |                                                                          |
|                 | Hoarau 55e (pen.) · Suchý 65e (csc) | (0 - 0) |           | Stade de Suisse, Berne Spectateurs : 23 519 Arbitrage : Stephan Klossner | Stade de Suisse, Berne Spectateurs : 23 519 Arbitrage : Stephan Klossner |
|                 | Rapport                             |         |           | Stade de Suisse, Berne Spectateurs : 23 519 Arbitrage : Stephan Klossner | Stade de Suisse, Berne Spectateurs : 23 519 Arbitrage : Stephan Klossner |

| 28 février 2018 | FC Zurich                 | 2 - 1   | Grasshopper  |                                                                         |                                                                         |
|                 | Rüegg 22e · Brunner 90+1e | (1 - 1) | 11e Lavanchy | Stade du Letzigrund, Zurich Spectateurs : 15 664 Arbitrage : Fedayi San | Stade du Letzigrund, Zurich Spectateurs : 15 664 Arbitrage : Fedayi San |
|                 | Rapport                   |         |              | Stade du Letzigrund, Zurich Spectateurs : 15 664 Arbitrage : Fedayi San | Stade du Letzigrund, Zurich Spectateurs : 15 664 Arbitrage : Fedayi San |

### Finale
| 27 mai 2018 | FC Zurich                 | 2 - 1   | BSC Young Boys |                                                                          |                                                                          |
|             | Frey 12e · Marchesano 72e | (1 - 0) | 78e Sulejmani  | Stade de Suisse, Berne Spectateurs : 30 000 Arbitrage : Adrien Jaccottet | Stade de Suisse, Berne Spectateurs : 30 000 Arbitrage : Adrien Jaccottet |
|             | Rapport                   |         |                | Stade de Suisse, Berne Spectateurs : 30 000 Arbitrage : Adrien Jaccottet | Stade de Suisse, Berne Spectateurs : 30 000 Arbitrage : Adrien Jaccottet |

## Synthèse

### Nombre d'équipes par division et par tour
| Ligue / Tour            | Premier tour | Seizièmes de finale | Huitièmes de finale | Quarts de finale | Demi-finales | Finale |
| ----------------------- | ------------ | ------------------- | ------------------- | ---------------- | ------------ | ------ |
| Super League            | 10           | 10                  | 9                   | 8                | 4            | 2      |
| Challenge League        | 9            | 7                   | 1                   | Aucun            | Aucun        | Aucun  |
| Promotion League        | 9            | 5                   | 2                   | Aucun            | Aucun        | Aucun  |
| 1re Ligue               | 9            | 5                   | 4                   | Aucun            | Aucun        | Aucun  |
| 2e Ligue interrégionale | 14           | 4                   | Aucun               | Aucun            | Aucun        | Aucun  |
| 2e Ligue                | 11           | 1                   | Aucun               | Aucun            | Aucun        | Aucun  |
| 3e Ligue                | 1            | Aucun               | Aucun               | Aucun            | Aucun        | Aucun  |
| 5e Ligue                | 1            | Aucun               | Aucun               | Aucun            | Aucun        | Aucun  |
| Total                   | 64           | 32                  | 16                  | 8                | 4            | 2      |